# Буксбаумиевые
Буксбаумиевые мхи (лат. Buxbaumiidae) — семейство мхов входящее в монотипный порядок Buxbaumiales класса Листостебельные мхи (Bryopsida).
Мхи мелких размеров, встречаются многолетние и однолетние представители. Растут как группами, так и отдельно, на почве и гнилой древесине, в лесах и тундре.
Единственные мхи, у которых спорофит по массе и размерам значительно превосходит гаметофит. 
Протонема сохраняется долго. Стебель длиной около 1 мм, иногда 1 см.
Коробочка  дорсивентральная, косоприподнятая, с сильно расширенной нижней частью, сужающаяся к устью, на длинной или короткой ножке. Перистом двойной. Зубцы наружного ряда нечленистые, короткие, нередко неправильные. Внутренний перистом — килевато-складчатая коническая трубка в несколько раз выше зубцов наружного перистома.

## Классификация
Согласно базе данных Catalogue of Life на март 2025 года семейство включает только один род:
- Buxbaumia Hedw., 1801 — Буксбаумия

В классификации, предложенной Goffinet B. и W. R. Buck в 2006 году, семейство включает только один род :
- Buxbaumia — Буксбаумия

По данным базы The Plant List семейство включает 5 родов
- Buxbaumia — Буксбаумия
- Diphascum
- Diphyscium — Дифисциум
- Muscoflorschuetzia
- Theriotia